# Ragnvald (Schweden)
Ragnvald Knaphövde (* um 1100; † um 1126) war Anfang des 12. Jahrhunderts König in Schweden.
Seine Lebensdaten und seine Eltern sind nicht bekannt. Er wird in der Äldre Västgötalagens Kungakrönika (Königschronik des Vestgöta-Gesetzes) von 1240 erwähnt. Dort wird gesagt, dass er König zwischen Inge II. und Sverker I. gewesen sei. Dass er mit dem Sohn gleichen Namens von Inge I. identisch sei, lässt sich nicht verifizieren. Aber die Tatsache, dass er König wurde, lässt darauf schließen, dass er königlicher Abstammung war. In Betracht wird die Zugehörigkeit zum Geschlecht Stenkils oder zu der alten Uppsala-Könige gezogen. Er hatte die Tochter Ingrid Ragnvaldsdatter und war Schwiegervater von König Harald Gille von Norwegen. In einer Marginalie wurde mit bedeutend jüngerer Handschrift zu Ragnvalds Namen in der Königschronik der Beiname „knaphövda“ hinzugefügt, wahrscheinlich aus einer anderen Quelle übernommen. Saxo Grammaticus nennt seinen Namen nicht, wohl aber, dass die Svear, als Gauten den dänischen Königssohn Magnus Nilsson zum König gewählt hatten, einen eigenen König gewählt haben, den die Gauten töteten. Magnus Nilsson kommt allerdings in der Königschronik des Västgötalag nicht vor.
Nach dem Tode Inges II. kam ein Jahrzehnt der Wirren und Kämpfe zwischen den Thronprätendenten. Aus dieser Zeit gibt es wenig zuverlässige Nachrichten.
Nach einer Abschrift aus dem 15. Jahrhundert soll er, ohne sich Geiseln stellen zu lassen, wie das Gesetz es vorsah, auf seinem Umritt (Eriksgata) nach „Karlasby“ geritten sein. Er soll dann vom Lagmann und den Bauern getötet worden sein. Dieses Karlasby wird als das Kirchspiel Karleby sokn in der Gemeinde Falköping identifiziert, wo jedenfalls zumindest im 15. Jahrhundert ein Ting nachgewiesen ist. Nach einem anderen Text aus dem 15. Jahrhundert soll er in „Gaasamosa“ ermordet worden sein. „Gaasamosa“ wird mit „Gåsamossen“ identifiziert. Es gibt mehrere Orte in Västergötland dieses Namens, aber in der Nähe von Karleby liegt ein „Gårmossen“ im Kirchspiel „Asle sokn“. Was zu dem Mord führte, lässt sich nicht ausmachen. Es könnte der Gegensatz zwischen Västergötland und Svealand gewesen sein, aber auch dynastische Konflikte kommen in Betracht. Man hat Magnus Nilsson dafür verantwortlich gemacht. Aber Nachrichten über eine Selbstverwaltung mit republikanischen Tendenzen nach seinem Tod deuten eher auf Selbständigkeitsbestrebungen der Landschaft hin, die sehr weit ins Mittelalter hineinreichten.